# Lazaretto
Cet article concerne l'album de Jack White. Pour la chanson, voir Lazaretto (chanson).
Albums de Jack White
Blunderbuss
(2012)
Lazaretto est le second album solo de Jack White, sorti le 9 juin 2014 à partir de son propre label Third Man Records.

## Liste des pistes
Toutes les chansons sont écrites et composées par Jack White.
| No  | Titre                        | Durée |
| --- | ---------------------------- | ----- |
| 1.  | Three Women                  | 3:57  |
| 2.  | Lazaretto                    | 3:14  |
| 3.  | Temporary Ground             | 3:14  |
| 4.  | Would You Fight For My Love? | 4:09  |
| 5.  | High Ball Stepper            | 3:53  |
| 6.  | Just One Drink               | 2:36  |
| 7.  | Alone In My Home             | 3:27  |
| 8.  | Entitlement                  | 4:07  |
| 9.  | That Black Bat Licorice      | 3:50  |
| 10. | I Think I Found The Culprit  | 3:49  |
| 11. | Want and Able                | 2:34  |